# Gyps tenuirostris
El buitre picofino (Gyps tenuirostris) es una especie de ave accipitriforme de la familia Accipitridae  que habita en desde Cachemira al sudeste asiático a lo largo de la base del Himalaya; no se conocen subespecies.